# Смит, Джеррит
Джеррит Смит (англ. Gerrit Smith, 6 марта 1797 — 28 декабря 1874) — американский государственный деятель, реформатор, аболиционист, филантроп. Кандидат в президенты на выборах 1848, 1852 и 1856 года.
В течение своей жизни Смит щедро финансировал предвыборные кампании Партии свободы и Республиканской партии, работал над реформированием общественной жизни США XIX столетия. Помимо поддержки землями и деньгами общины афроамериканцев в Северной Эльбе, Нью-Йорк, он активно содействовал Обществу трезвости и помогал колонистам. Убеждённый аболиционист, Джеррит Смит входил в Тайную шестёрку, которая снабдила средствами Джона Брауна, устроившего нападение на Харперс-Ферри, Западная Виргиния.